# Bajo otro sol
Bajo otro sol es una película de Argentina en colores dirigida por Francisco D'Intino según su propio guion escrito en colaboración con Guillermo López, Francisco Nieves y Juan Oliva según el argumento de Francisco D'Intino que se estrenó el 11 de agosto de 1988 y que tuvo como principales intérpretes a Jorge González, Virginia Lago, Miguel Ángel Solá y Carlos Centeno.

## Sinopsis
Un abogado rural que fuera maestro durante la dictadura regresa a su provincia para vengar a un compañero desaparecido.

## Reparto
- Jorge González
- Virginia Lago
- Miguel Ángel Solá
- Carlos Centeno
- Laura Cikra
- Miguel Ángel Iriarte
- Ulises Dumont
- Juan Bautista Panetti
- Sofía Waisbord
- Mirna Brandan
- Norma Mujica

## Comentarios
Aníbal M. Vinelli en Clarín dijo:

«Más importante por el compromiso...que por lo desparejo de su propuesta estética.»

Manrupe y Portela escriben:

«Una primera aproximación al punto final, enfocada con sinceridad pero cinematográficamente pobre.»